# Andreas Neubronner
Andreas Neubronner (* 8. Juni 1951 in Mannheim, Deutschland) ist ein deutscher Produzent und (Diplom-)Tonmeister.

## Leben und Ausbildung
Andreas Neubronner erlangte am ETI in Detmold sein Diplom. Er war Schüler insbesondere von Volker Straus und Wolfgang Hirschmann. Gemeinsam mit zwei Studienkollegen gründete er 1987 das auf Klassik spezialisierte Studio Tritonus in Stuttgart. Neubronner ist weltweit als Tonmeister und Produzent gefragt.
Für seine Einspielungen hat Andreas Neubronner mit seinem Studio knapp 500 nationale und internationale Preise (Grammy, Echo Klassik, ICMA u. a.) gewonnen.
Im Porträt von Igor Levit Igor Levit: No fear (Regie: Regina Schilling) wird er in seiner Zusammenarbeit mit dem Pianisten als kongenialer Tonmeister dargestellt.